# Гедарчай
Гедарчай (перс. گدارچای) — річка в Ірані, що протікає по території остану Західний Азербайджан. Впадає в озеро Урмія.
Довжина річки — 90 км, площа басейну — 875 км².